# Historien om en Moder (film fra 1912)
 For alternative betydninger, se Historien om en moder (flertydig). (Se også artikler, som begynder med Historien om en moder (flertydig))
Historien om en Moder er en dansk stum melodramafilm fra 1912 produceret af Nordisk Films Kompagni og instrueret af August Blom efter manuskript af Peter Lykke-Seest. Filmen har samme titel som H.C. Andersens eventyr af samme navn, men er ikke baseret på eventyrets historie.
Filmen havde først premiere i Sverige den 2. september 1912 under titlen En moders lefnadssaga og fik herefter dansk premiere den 26. september samme år i Kosmorama i København. Filmen blev i tysktalende lande distribueret som Die Tragödie einer Mutter og i engelsktalende lande som The Life of a Mother. 

## Handling
Den fordrukne fuldmægtig Lunde har mistet sit arbejde, og sidder dagen lang på en knejpe. Uden arbejde mangler familien penge, men en dag ser Lunde en annonce i avis, hvor en rig barnløs Etatsråd søger et barn til adoption. Lunder tager sin søn Kaj til Etatsråden og dennes hustru, de rer begejstrede for den kønne dreng. Lunde fraskriver sig retten til barnet og modtager en sum penge. Lundes hustru kommer hjem og kan ikke finde Kaj, og en mistanke slår ned i hende. Hun finder dog hurtig ud af sammenhængen og opsøger Etatsråden for at få sin søn tilbage. Men da hun ser lille Kaj ligge nyfriseret og med nyt tøj i sin den fine seng i det rige hjem, indser moren, at hun ikke vil stå sit barns lykke i vejen, og hun giver med blødende hjerte afkald på barnet. Men sindsbevægelsen har taget så meget på hende, at hun må indlægges på hospitalet. Hun vinder overlægens tillid og får ansættelse som plejerske på hospitalet for de små børn, som forguder hende. En dag bliver Kaj syg, og Etatsråden beder hospitalet om en plejerske til hjemmet, og således kommer moderen til Etatsrådens hjem, hvor hun genser Kaj. 
Hr Lunde er fortsat drikfældig og plager Etatsråden for flere penge, men afvises. I stedet kidnapper han Kaj, som han sammen med en bande vagabonder fører ud i en skov. Igen må moderen søge efter sit ban, men igen lykkes det at finde Kaj og han kommer tilbage til Etatsrådens hjem. Årene går, og moderen ældes og stopper på hospitalet. Hun får i stedet en kagebod ved Etatsrådens vila, hvor hun hver dag ser Kaj, der ikke ved, at den gamle kagekone er han moder. Kaj tager til udlandet for at studere, men men hun får dog overværet hans bryllup. Kort efter er moderens så gammel og svag, og hun sender bud efter Kaj, der, efter at have fået forklaret sammenhængen, møder op med sin brud ved moderens dødsleje.

## Medvirkende
- Ferdinand Bonn - Faderen
- Ragna Wettergreen - Moderen
- Carlo Wieth - Sønnen
- Augusta Blad - Adoptivmoderen
- Anton Gambetta Salmson - Adoptivfaderen
- Carl Schenstrøm
- Lily Frederiksen - Barnet
- Cajus Bruun
- Alma Hinding
- Ella Sprange
- Valda Valkyrien